# 中国サッカー協会
中国サッカー協会（ちゅうごくサッカーきょうかい、中国語: 中国足球协会）は、中華人民共和国におけるサッカーの活動の振興を行う統括団体である。現在中国サッカー協会は国家体育総局サッカー運動管理センター（中国語: 国家体育总局足球运动管理中心）と“一つの機構に二つの看板”の状態で、国家体育総局の下部組織となっている。

## 歴史
1949年10月26日、成立直後の中華人民共和国で成立した中華全国体育総会の下部組織として1955年1月3日に成立し、中国大陸におけるサッカー競技の全国統括団体となった。これに先立つ1952年には、中華民国時代の1931年に「中華全國體育協進會」が得た国際サッカー連盟（FIFA）加盟権の継承が認められ、正式メンバーとなっていた。
これ以後、中華民国が中国全土を統治していた1949年以前の記録もこの中華人民共和国側の前史として認められることになったが、台湾に逃れた中華民国で再建された中華民国サッカー協会（中華全國足球委員會）の新規加盟が1954年に認められていたことに反発し、1958年にこの排除要求が認められなかったことで中国サッカー協会はFIFAを脱退。以後は五輪にも参加せず、文化大革命による混乱もあって国際的孤立を続けた。
しかし、中華人民共和国が1971年に国際連合での中国代表権を得て、中華人民共和国が中国を代表する政府であるという認識が国際社会で概ね定着する中、中国サッカー協会は1974年にAFC加盟、1979年にはFIFA再加盟を果たした。中国のAFC加盟の際に中華民国サッカー協会はOFCへ移籍したが、FIFA加盟時には中華民国サッカー協会に「チャイニーズ・タイペイ・サッカー・アソシエーション」の英語名を名乗らせることでFIFAは中華民国（台湾）の残留を認め、1981年より中華民国サッカー協会が対外的には同名称を使用する事でFIFAで両協会が併存することになった。「チャイニーズタイペイ」も参照。
1992年に元国家最高指導者の鄧小平が発表した南巡講話をきっかけに社会主義市場経済による市場の自由化が加速する中、中国サッカー協会は1993年に最初の「中国サッカー事業10年発展計画」を発表し、男子リーグのプロ化や代表チームの本格的強化を始めた。急速な経済成長が続く中、2001年に北京オリンピックの2008年開催が決まるとこの動きは加速し、男子代表チームは2002年のFIFAワールドカップ日韓大会でFIFAワールドカップへの初出場を果たした。また、女子代表チームは世界的普及の始まった1980年代から強豪となり、1986 AFC女子選手権で大会初参加で優勝し、以後7連覇を果たした。1991年に始まったFIFA女子ワールドカップでも5大会連続本大会出場となり、そのうち1995年の第3回大会では準優勝した。1999年の第5回大会は自国で開催している。また、20世紀末には1997年の香港返還と1999年のマカオ返還が起きたが、中国政府は「一国二制度」を理由に香港とマカオでの独自の政治体制を認め、香港サッカー協会やマカオサッカー協会も中国サッカー協会とは別組織として域内での活動やFIFA・AYFCなどへの加盟を継続することになった。
しかし、21世紀に入ると、世界第2位まで到達した経済力とは裏腹に、サッカー界の問題は噴出した。北京オリンピックでは中国選手団のメダルラッシュが続く中、男子がグループリーグ敗退、女子がベスト8に終わり、ワールドカップでは男子が2002年以後は本大会出場がならず、女子も上位進出が難しくなっている。この時期、中国共産党の支援は習近平党総書記の意向もあってむしろ強まり、広州恒大足球倶楽部はスポンサーである不動産企業グループの恒大集団から与えられた莫大な資金力を使って欧州や南米から世界最高レベルの年俸で選手や指導者を呼んだ結果、AFCチャンピオンズリーグで2度の優勝を果たしたが、外国人選手や帰化選手によるリーグ自体のレベルアップは代表チームの強化へすぐにはつながらず、経営脆弱なリーグ加盟クラブの消滅も続いた。
ガバナンスの問題も存在しており2020年5月23日、中国サッカー協会は国内リーグの11チームに対し財政問題を理由にリーグからの退会を言い渡している。2021年には金融規制を機に恒大集団自体も経営危機を迎え、コロナ危機の影響で中国の各クラブはAFCチャンピオンズリーグへの主力参加が事実上不可能になるなど、中国サッカーの苦境は続いている。

## 会長
中国サッカー協会初期の会長はサッカー関係者が就任しており、大概サッカー中国代表のヘッドコーチか監督経験者であった。しかし1992年より、中国サッカー協会主席（会長）は中国国家体育総局（元の国家体育委員会）の責任者が兼任する事となった。現在の主席は国家体育総局局長の劉鵬であるが、実権はない名誉職である。現在中国サッカー協会と中国サッカーの実質上の管理を行っているのはサッカー協会第一副主席、またの名は“専職副主席”で、1989年に設置され、1996年よりサッカー協会実質上の管理を一手に引き受け、同時に国家体育総局サッカー運動管理センターの主任も兼務している。しかし、最初に実権を握った王俊生以降の全ての副主席はサッカー関係者では無く、ここ十年来の中国サッカー界は門外漢が管理する特殊な状況が続いている。

## 歴代会長
| #  | 任期      | 主席   | 副主席 |
| -- | --------- | ------ | ------ |
| 1  | 1955-1979 | 黄中   | —      |
| 2  | 1979-1985 | 李鳳楼 | —      |
| 3  | 1985-1989 | 袁偉民 | —      |
| 4  | 1989-1992 | 年維泗 | 孫宝栄 |
| 5  | 1992-2000 | 袁偉民 | 王俊生 |
| 6  | 2000-2004 | 袁偉民 | 閻世鐸 |
| 7  | 2005-2008 | 袁偉民 | 謝亜竜 |
| 8  | 2009      | 袁偉民 | 南勇   |
| 9  | 2010-2013 | 袁偉民 | 韋迪   |
| 10 | 2014-2019 | 蔡振華 | 張剣   |
| 11 | 2019-2023 | 陳戌源 | 杜兆才 |
| 12 | 2023-現在 | 宋凱   | 袁永清 |